# Vecko-Journalen

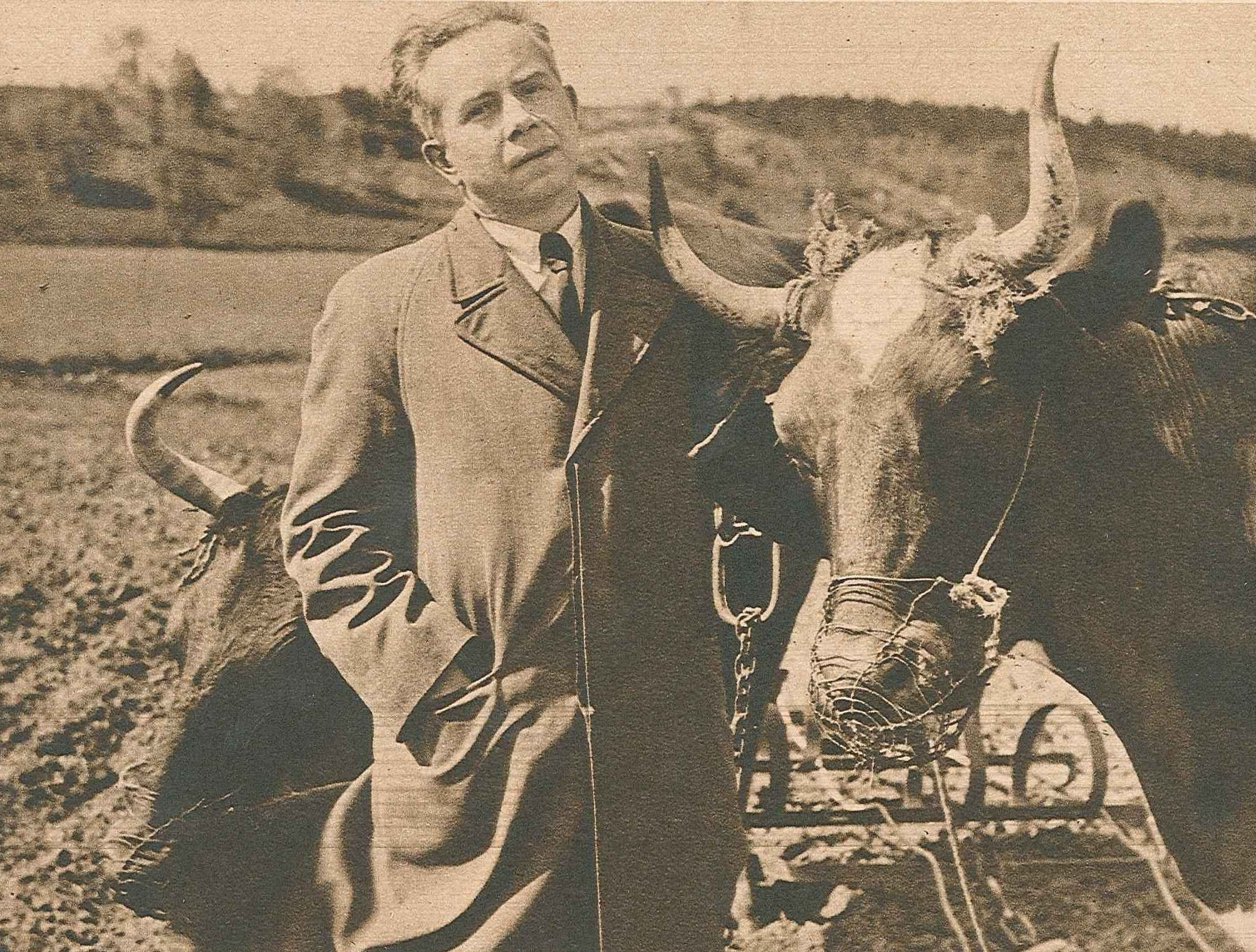
Photo d'Ivar Lo-Johansson parue dans Vecko-Journalen.

Vecko-Journalen était un magazine suédois. 

## Histoire
Hebdomadaire de 1910 à 1963, il fusionna ensuite avec Idun pour former Idun-Veckojournalen, titre qui perdura jusqu'en 1980. La baisse des ventes le contraignit à prendre à un nouveau nom (Månadsjournalen) et à opter pour une parution mensuelle. Il cessa de paraître en 2002.
En 1910 et pendant une partie de l'année 1911, le magazine s'est appelé Illustrerad veckojournal, puis Vecko-Journalen (périodiquement résumé en Veckojournalen). En 1963, Vecko-Journalen a fusionné avec Idun et a été publié jusqu'en 1968 sous le double nom d'Idun-Veckojournalen. Après de nombreuses années de baisse de la diffusion, Vecko-Journalen est devenu mensuel en 1980 et a pris le nom de Månadsjournalen, qui a été publié jusqu'en 2002.
Le contenu et le succès du Vecko-Journalen ont varié au fil du temps, mais son apogée se situe dans les années 1940 et 1950. Le principal groupe cible était la classe moyenne éduquée des grandes villes. Le matériel écrit consistait principalement en des reportages approfondis, des interviews, des critiques et de courts essais, souvent axés sur la vie culturelle.
Cependant, Vecko-Journalen a périodiquement atteint un très large lectorat, principalement en raison du statut quasi officiel du journal en tant que magazine de la cour suédoise. Pendant longtemps, les photos royales en brun sépia, stratégiquement placées en page centrale, ont été la marque la plus forte de Vecko-Journalen et la raison de son succès commercial. Le photojournalisme du magazine autour du « petit prince », aujourd'hui le roi Charles XVI Gustave, et de ses sœurs, les sœurs Haga, est devenu emblématique et a fini par caractériser l'image de la famille royale suédoise.

## Photos parues dansVecko-Journalen

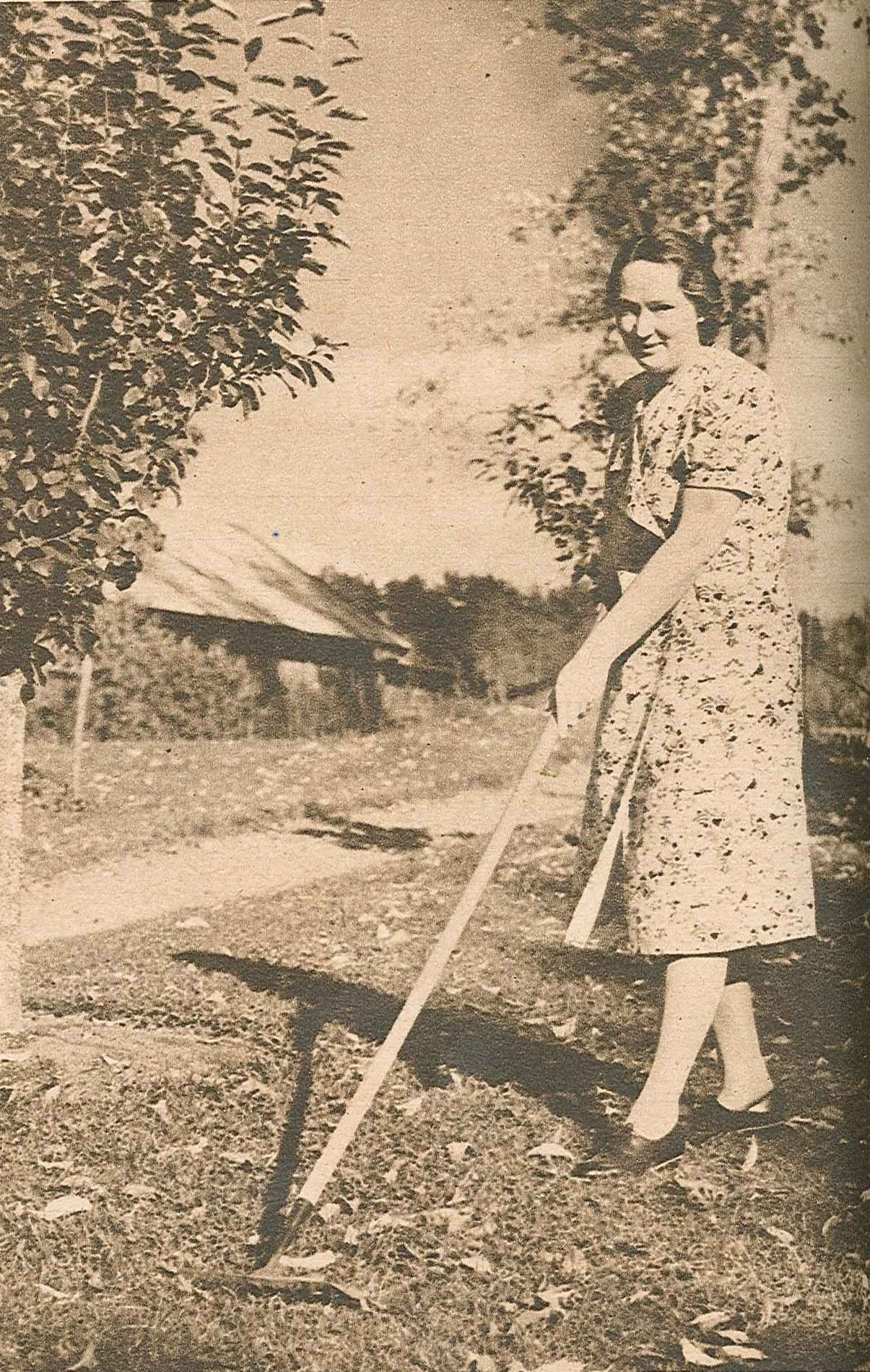
Irja Browallius
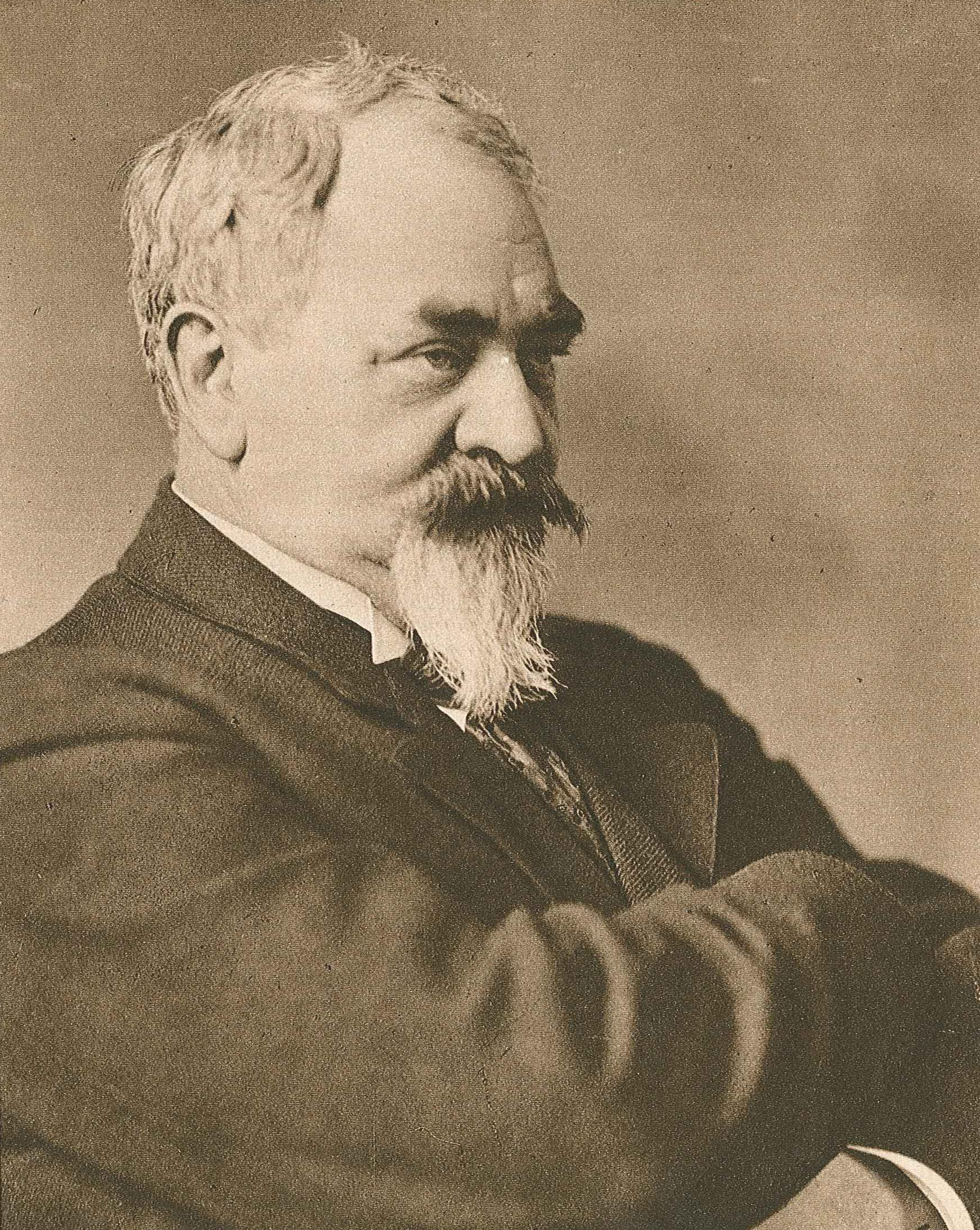
Vicke Andrén
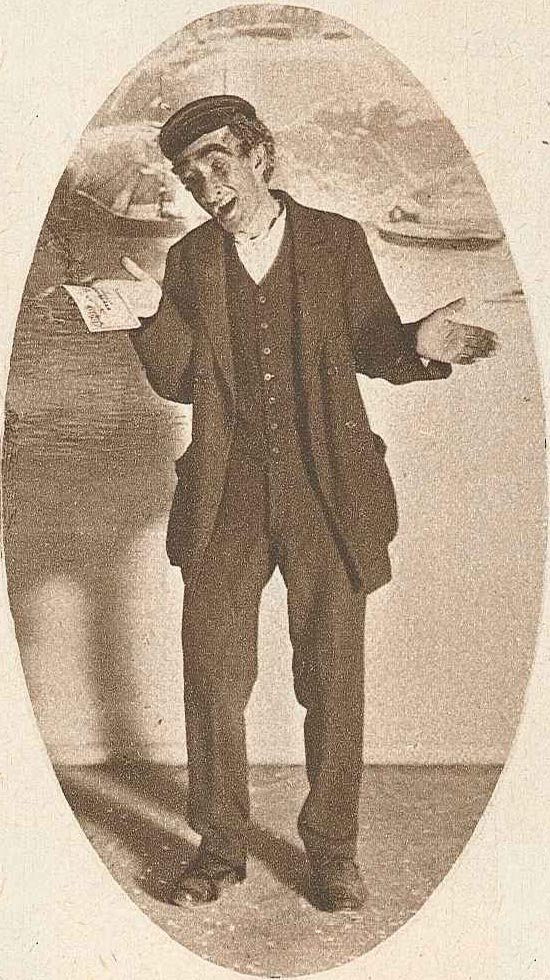
Ernst Fastbom
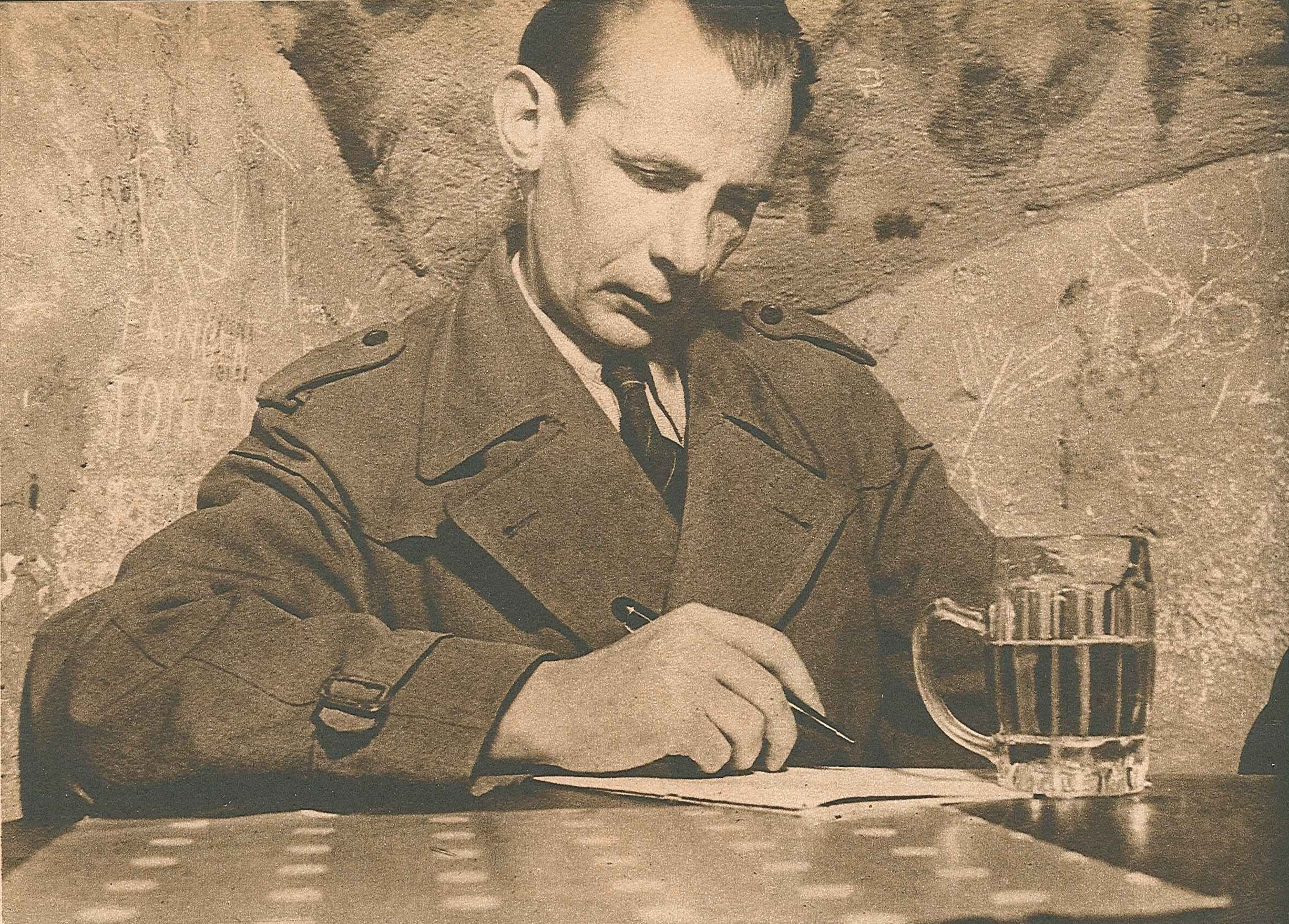
Nils Ferlin

## Source de la traduction
- (en) Cet article est partiellement ou en totalité issu de l’article de Wikipédia en anglais intitulé « Vecko-Journalen » (voir la liste des auteurs).